# 盛岡都心循環バス「でんでんむし」

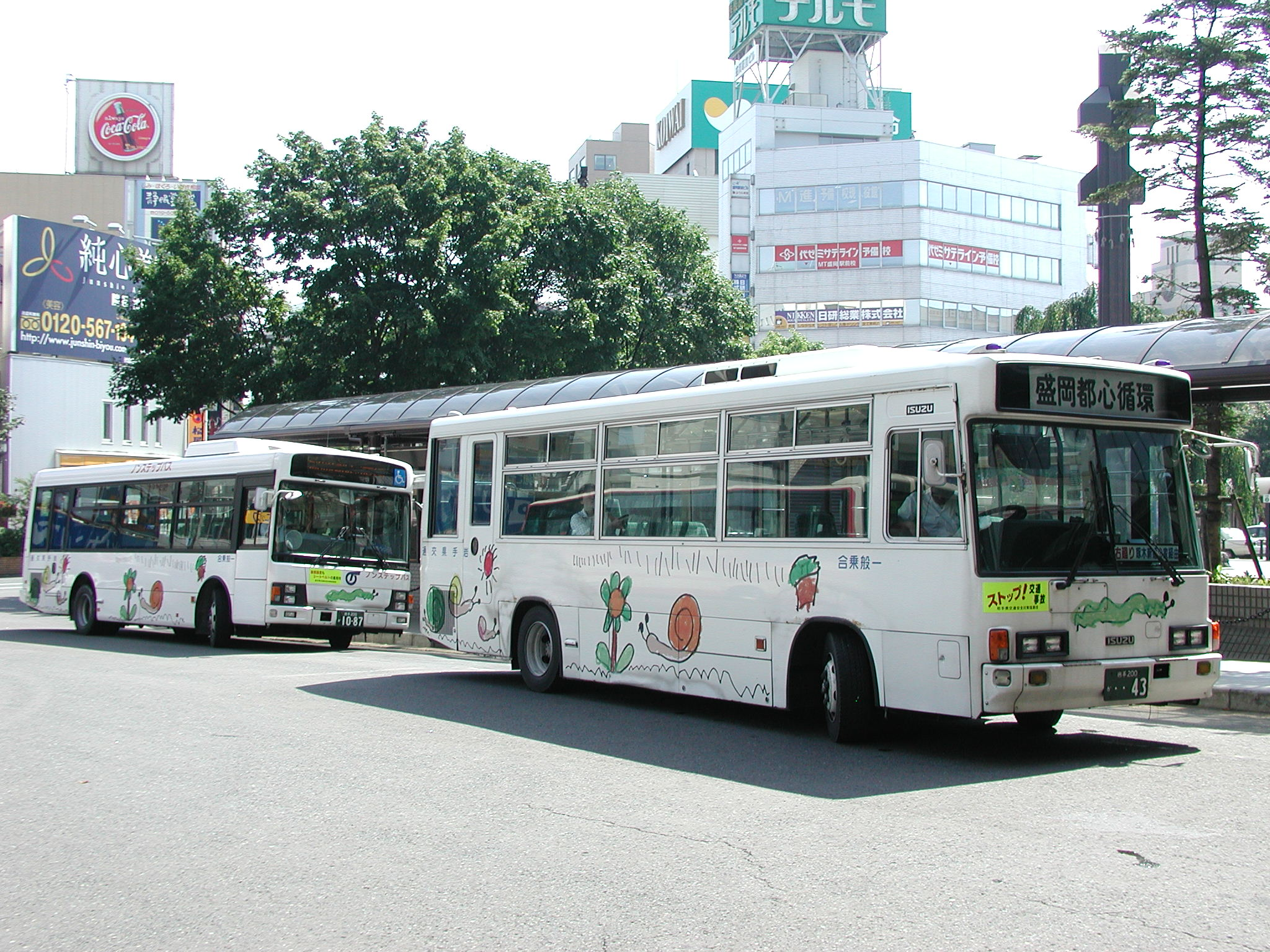
盛岡駅東口に停車する「でんでんむし」（前は右回り線、後は左回り線）

盛岡市街地循環バス「でんでんむし」（もりおかとしんじゅんかんバス でんでんむし）は、岩手県盛岡市内中心部で運行されているコミュニティバスである。運行事業者は岩手県交通。
1999年2月1日、盛岡市が全国で4番目のオムニバスタウンに指定された。これを受け、盛岡市が主導して1999年度に盛岡都心循環バス「でんでんむし」の試験運行を実施。試験運行は夏季と冬季の2回に分けて行われた。盛岡市コミュニティバスとして市から補助金を受けて運行開始、補助金により専用車両として中型ワンステップバス（いすゞ・ジャーニーK）を購入した。翌2000年4月1日からは本格運行に移行した。

## 概要
盛岡駅を起点として、市内中心部を1周5.7km、約40分で運行する循環路線で左回りと右回りの両方向で運行している。
車両デザインは1998年に行われた「バスフェスティバルin盛岡」（開催期間：1998年9月20日～9月28日）の低床バスデザインコンテストにて、小中学生部門の最優秀賞に選ばれた、当時小学1年生であった児童の作品である。
2005年から2006年にかけて、県内バス事業者としては初の中型ノンステップバス（いすゞ・エルガミオ）が専用車として投入された。

### 所管営業所
- 松園営業所（右回り担当）
- 都南営業所（左回り担当）
  - 運行開始当初は滝沢営業所へも専用車1両が配置され、都南営業所と共同で左回り線の運行を担当していた。その後2002年3月に滝沢営業所は運行担当から外れ、専用車両は都南営業所へ異動し現在の体制となった。

## 沿革
- 1998年9月20日 - 「バスフェスティバルin盛岡」にて8日間の期間限定による試験運行（岩手県北自動車との共同運行・140円均一運賃）。
- 1999年
  - 5月1日 - 2回目の試験運行を5か月間の期間限定にて実施。
路線愛称を「でんでんむし」とする（運賃100円均一、専用一日乗車券を導入）。
盛岡市からの補助金を受け、専用車両として中型ワンステップバス（いすゞ・ジャーニーK）を購入[1]。
  - 12月 - 3回目の試験運行を実施（2000年2月末までの期間限定）。
- 2000年4月1日 - 本格運行を開始[1]。「左回り」線を新設、専用車両を増車。
- 2004年8月 - 「材木町南口」左回り線バス停を新設。
- 2005年7月11日 - 岩手県内初となる中型ノンステップバスを右回り線に導入。
- 2006年10月 - 左回り線にも中型ノンステップバスを導入。
- 2007年5月 - 車内放送に英語アナウンスを追加。
- 2008年5月1日 - 左回り線を減便。
- 2010年3月31日 - この日をもって、岩手県北バス発行のバスカードの利用を終了（それ以降は県交通発行のカードのみの利用となる）。
- 2010年5月 - 右回り線に初の大型ノンステップバスを導入。
- 2012年2月 -「いわてデスティネーションキャンペーン」に向けてデザインを変更したノンステップバスが運行開始[6]。
- 2015年10月1日 - 2016年3月19日まで上の橋の工事に伴う通行規制により、左回りが与の字橋経由となる。左回りの「若園町」「上の橋町」を休止し、「総合福祉センター入口」が臨時の代替バス停となる。
- 2019年
  - 5月15日 - バスカードの取り扱いを終了[7][8]。運転手の人員不足のため、運行時間帯を午前9時から午後4時台に、運行間隔を両回りとも15分間隔に減便[9]。
  - 6月1日 - odecaの実証実験を開始し、Suica、PASMOなど全国相互利用IC乗車カードに対応[10][11]（2021年1月末まで[12]）。
  - 10月1日 - 岩手医大前停留所を医大内丸メディカルセンター前停留所に改称。
- 2021年
  - 3月27日 - 地域連携ICカード「Iwate Green Pass」を導入[13]。
  - 4月1日 - この日より運賃・1日フリー券共に改定（値上げ）[14]。
- 2023年10月1日の運賃改定より、運賃が120円から130円へ引き上げられた[15]。

## 運賃・乗車券類
- 1回 大人130円・小児（小学生）70円（均一運賃。中乗り前降り。降車時支払い）[15]
- 「Iwate Green Pass」の他にも、「iGUCA」（岩手県北自動車）・Suica・PASMOなどの交通系ICカード全国相互利用サービスに対応するICカードでの乗車も可能。
- 1日フリー乗車券 大人350円・小児180円
  - 販売箇所：盛岡駅前バス案内所・定期券売り場・プラザおでって·盛岡バスセンター
  - 一日フリー乗車券提示で「もりおか歴史文化館」への入館料が2割引になる。

岩手県交通の発行するバスカードは2019年5月15日まで利用可能だった（岩手県北自動車の発行するバスカードは、2010年4月1日以降利用不可）。ただし乗降方法は他路線同様「中乗り前降り」なので、バスカードは読み取り機に2回通さなければならなかった。
岩手県交通の一般路線用定期券（紙式・IC）は2024年10月15日以降は利用できない。
IGRいわて銀河鉄道が発売する企画乗車券は「すごe-きっぷ」のみ利用可能で、IGR・バス乗継通勤定期券は利用できない。

## 現行路線
- 右回り（外回り）・左回り（内回り）とも同じ経路を運行するが、盛岡駅前の乗り場は右回り（外回り）と左回り（内回り）とでは乗り場が異なる。
  - 盛岡駅前（右回り：15番のりば、左回り：16番のりば） - 旭橋 - 材木町南口 - 啄木新婚の家口 - 商工中金前 - 中央通二丁目 - 中央通一丁目 - 医大内丸メディカルセンター前[17] - 本町通一丁目 - 上の橋 - 上の橋町 - 若園町 - 盛岡バスセンター（神明町） - 盛岡バスセンター（ななっく前） - 県庁・市役所前 - 盛岡城跡公園 - 菜園川徳前 - 柳新道 - 開運橋 - 盛岡駅前（東口）

## 車両
| 「でんでんむし」初代車両（いすゞ・ジャーニーK） |  | 「でんでんむし」初代車両（いすゞ・ジャーニーK） |
| 「でんでんむし」初代車両（いすゞ・ジャーニーK） |  |                                                 |

### 現行車両
「でんでんむし」専用車両は以下の通りで、右回り線（松園営業所）に5台、左回り線（都南営業所）に4台が所属している。
- 日野・レインボーHR（ノンステップバス、7台）

- いすゞ・エルガ（ノンステップバス、2台）

### 過去の車両
- いすゞ・ジャーニーK（ワンステップバス、2台）[1]
- いすゞ·キュービック（ツーステップバス）
  - 試験運行時に導入された初代車両。盛岡市からの補助を受けて購入[1]。当初は2台導入され、両方向1台ずつ使用されていた。
  - 左回り線の1台が国際興業路線色に塗り替えられた上で一般路線用に転用され、雫石営業所に転属した後、廃車となった。

- いすゞ・エルガミオ（ワンステップバス、5台）
  - うち1台は一般路線に転用された。松園所属の2台は廃車となった。

- いすゞ・エルガミオ（ノンステップバス、2台）
  - 都南・松園所属の自社導入車だった。現在は2台とも廃車となっている。

- 日産ディーゼル・UA（ワンステップバス・ノンステップバス、4台）

- 三菱ふそう・エアロスター（ワンステップバス・ノンステップバス、2台）

- 日野・レインボーHR（ノンステップバス、1台）

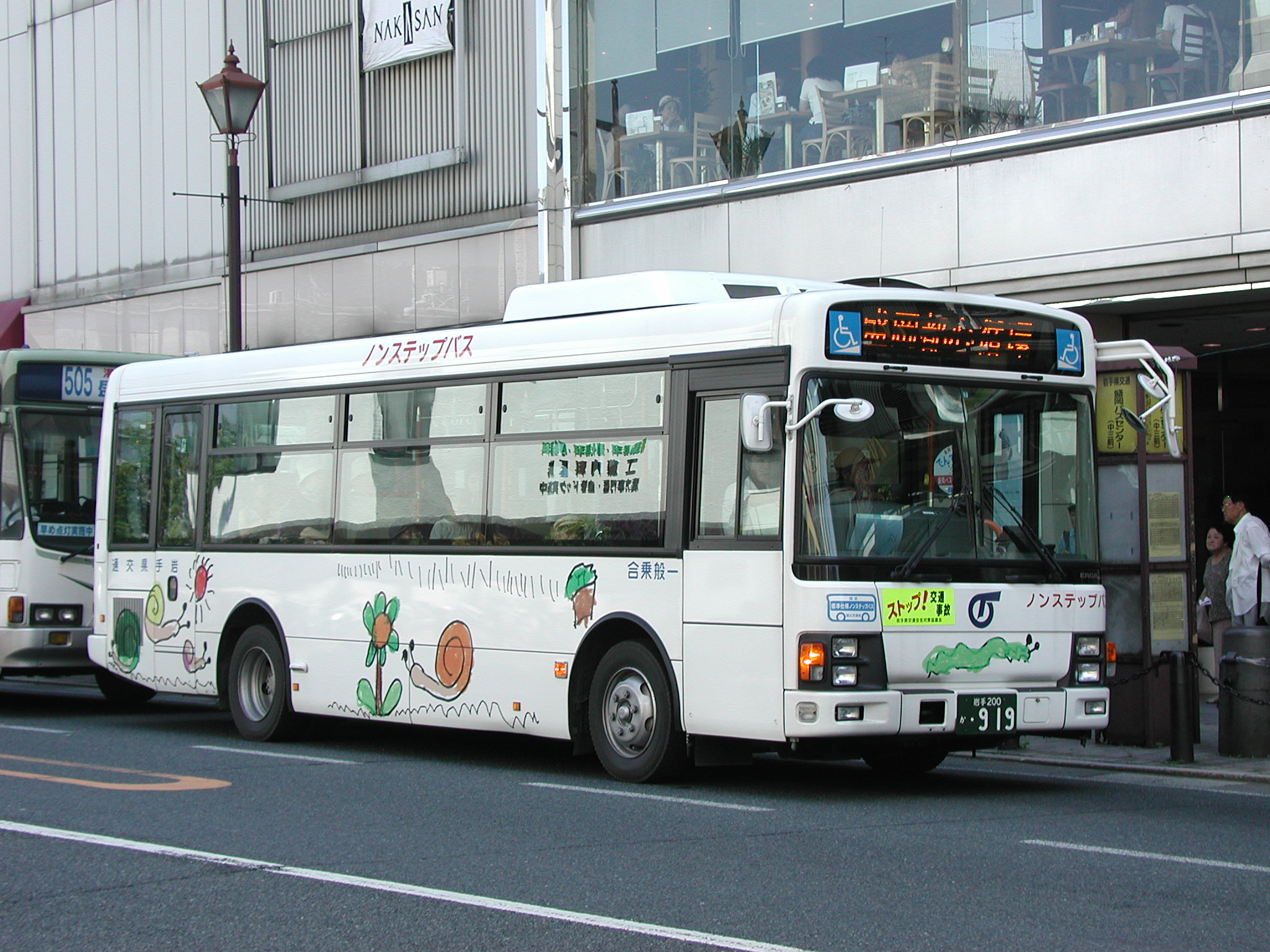
正面側（右回り線ノンステップ車）
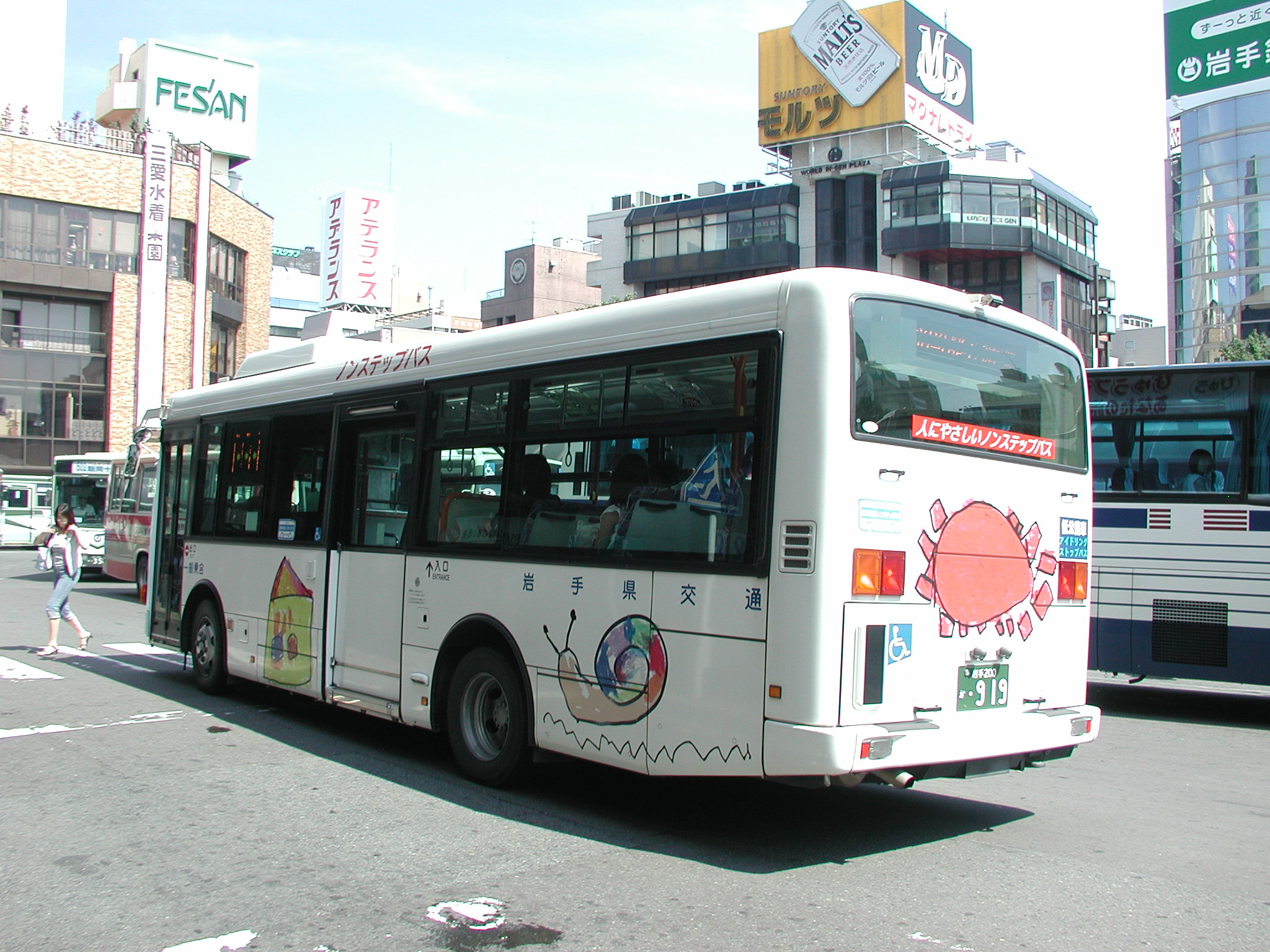
リア側（右回り線ノンステップ車）
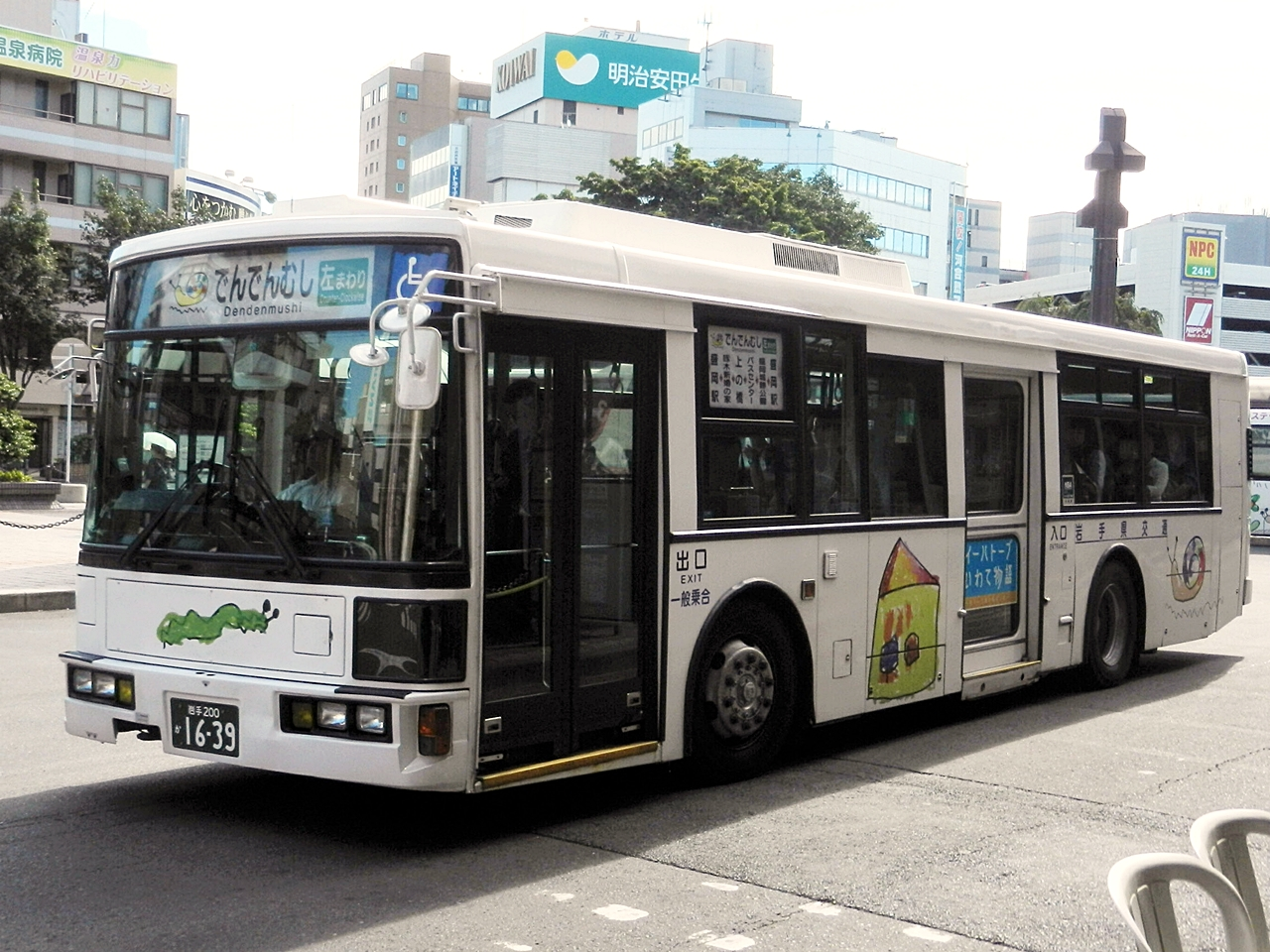
大型ノンステップ車両（東京都交通局からの譲受車）

## 年間利用者数
| 年度     | 1日の便数 | 利用者数     | 利用者数 |
| -------- | --------- | ------------ | -------- |
| 1999年度 | 56        | 332,456 人   |          |
| 2000年度 | 56        | 712,115 人   |          |
| 2001年度 | 56        | 746,637 人   |          |
| 2002年度 | 82        | 932,535 人   |          |
| 2003年度 | 82        | 979,593 人   |          |
| 2004年度 | 82        | 1,038,217 人 |          |
| 2005年度 | 95        | 1,154,336 人 |          |
| 2006年度 | 95        | 1,250,285 人 |          |
| 2007年度 | 95        | 約131.5 万人 |          |
| 2008年度 | 93        | 約130.1 万人 |          |
| 2009年度 | 93        | 約123.1 万人 |          |
| 2010年度 | 93        | 約121.4 万人 |          |
| 2011年度 | 93        | 約121.5 万人 |          |